# フランツィスカ・コーニッツ
フランツィスカ・コーニッツ（Franziska Konitz 1986年11月24日- ）はドイツ出身の柔道家。階級は78㎏級と78kg超級。

## 経歴
2002年のヨーロッパカデ70㎏級で優勝した。2004年のヨーロッパジュニア78㎏級で優勝するも、世界ジュニアでは決勝で池田ひとみに合技で敗れて2位だった。2005年のヨーロッパジュニアでは2連覇した。その後階級を78㎏超級に上げると、2007年のU23ヨーロッパ選手権で優勝した。2008年にはオランダ国際で優勝すると、ヨーロッパ選手権と世界団体でも3位になった。2009年の世界選手権では5位だった。2011年の世界団体で3位になった。2012年のロンドンオリンピックには出場できなかった。2013年のグランプリ・アブダビで優勝した。2014年のグランプリ・アスタナでも優勝したが、世界選手権では5位だった。2015年にはグランドスラム・パリで2位、ワールドマスターズで3位になるも、世界選手権では7位だった。2016年にはリオデジャネイロオリンピック代表に選ばれるも、トレーニングキャンプの際に患った頚椎の負傷を重く見た医者から、直ちに柔道を止めることを進言されて、代表の座を断念せざるを得なくなった。

## 主な戦績
- 2002年 - ヨーロッパカデ　優勝(70㎏級)

78㎏級での戦績
- 2003年 - ベルギージュニア国際　優勝
- 2004年 - ヨーロッパジュニア　優勝
- 2004年 - 世界ジュニア　2位
- 2005年 - ヨーロッパジュニア　優勝

78㎏超級での戦績
- 2007年 - ドイツ国際　3位
- 2007年 - U23ヨーロッパ選手権　優勝
- 2008年 - ヨーロッパ選手権　3位
- 2008年 - オランダ国際　優勝
- 2008年 - 世界団体　3位
- 2008年 - U23ヨーロッパ選手権　3位
- 2009年 - ヨーロッパ選手権　3位
- 2009年 - グランドスラム・リオデジャネイロ　3位
- 2009年 - 世界選手権　5位
- 2010年 - グランプリ・デュッセルドルフ　3位
- 2010年 - グランプリ・アブダビ　3位
- 2011年 - ヨーロッパ選手権　団体戦　2位
- 2011年 - グランプリ・バクー　3位
- 2012年 - ヨーロッパ選手権　団体戦　3位
- 2013年 - グランプリ・デュッセルドルフ　3位
- 2013年 - グランプリ・リエカ　3位
- 2013年 - グランプリ・アブダビ　優勝
- 2014年 - グランプリ・デュッセルドルフ　2位
- 2014年 - ヨーロッパ選手権　団体戦　2位
- 2014年 - グランプリ・ハバナ　2位
- 2014年 - グランプリ・ウランバートル　3位
- 2014年 - 世界選手権　5位
- 2014年 - グランプリ・アスタナ　優勝
- 2014年 - グランプリ・タシュケント　3位
- 2014年 - グランドスラム・アブダビ　2位
- 2015年 - グランプリ・デュッセルドルフ　3位
- 2015年 - ワールドマスターズ　3位
- 2015年 - グランプリ・ブダペスト　3位
- 2015年 - ヨーロッパ競技大会　団体戦　2位
- 2015年 - 世界選手権　7位
- 2015年 - グランドスラム・パリ　2位

(出典)。